# Nasonia vitripennis
Nasonia vitripennis  é uma espécie de vespa do gênero Nasonia que tem várias espécies de insetos como hospedeiros, Whiting (1967) apontou em sua revisão 68 espécies de hospedeiros.
Esta espécie é cosmopolita e possui vantagens para ser usada em programas de controle biológico
aplicado de dípteros muscóides.
A fêmea pica seu hospedeiro e nele deposita seus ovos. Após eclodirem, as larvas consomem o corpo do hospedeiro até a sua morte.
Conforme o fator ambiental, a larva pode entrar em diapausa, por exemplo, temperatura, fotoperíodo, umidade, espécie hospedeira e idade da fêmea parasitoide.
Sua taxa de reprodução pode ser potencializada com a utilização de pupários de maior porte, tendo como hospedeiros preferenciais representantes das famílias Calliphoridae e Sarcophagidae, além disso, podem também atacar integrantes da família Muscidae, cujo pupário geralmente é menor.